# Гребнев, Николай Иванович
Николай Иванович Гребнев (9 августа 1944, Черниченко, Курская область — 12 сентября 2020 Курск) — российский писатель, публицист, председатель правления Курского регионального отделения Союза писателей России, секретарь правления союза писателей России.

## Биография
Родился 9 августа в 1944 году в селе Черниченко, Конышёвского района Курской области в семье учителей сельской школы. Завершив обучение в восьмилетней сельской школе и сам стал преподавать в селе Озерки с 1963 года. Заочно завершил обучение на естественном факультете Курского педагогического института. Трудился в Беловском райкоме комсомола, затем был направлен в Курский обком ВЛКСМ. Как журналист с 1966 года стал работать в Беловской районной газете «Колхозная правда». С 1974 года член Союза журналистов. В 1977 году Николай Гребнев был назначен на должность редактора областной газеты «Молодая гвардия». С 1981 года работал в газете «Курская правда», заместителем главного редактора.
С 1983 по 1992 годы трудился в качестве собственного корреспондента Центрального телевидения и Всесоюзного радио на территории Курской и Белгородской областей. С 2000 года член Союза писателей России. Являлся организатором ряда изданий: газеты курских школьников «Класс», литературно-художественного альманаха «Славянский дом. Толока», ежемесячника «Курские ведомости», «Земля и дело», еженедельников «Мы – куряне».
С декабря 2001 года он стал возглавлять Издательский дом «Славянка», где выпускались помимо периодических изданий ещё книги курских писателей и поэтов. Лауреат областных конкурсов журналистов имени В.В. Овечкина и К.Д. Воробьева. Лауреат Международной премии славянского единства «Боян».
С сентября 2009 года работал председателем Союза писателей Курской области. За годы работы в организации с его участием были созданы Дом литератора, Союз курских литераторов и Литературный лицей. Являлся членом Общественной палаты Курской области. 
Проживал в Курске. Скончался после продолжительной болезни 12 сентября 2020 года.  

## Премии и награды
Союз писателей России за выход в свет трехтомника произведений Николая Гребнева, наградил престижной литературной медалью Василия Шукшина. 
Награждён Почётной грамотой Курской области.